# HP Labs
HP Labs es el grupo de investigación exploratoria y avanzada de HP Inc. La sede de HP Labs se encuentra en Palo Alto, California, y el grupo tiene instalaciones de investigación y desarrollo en Bristol, Reino Unido. El desarrollo de calculadoras de escritorio programables, impresión de inyección de tinta y gráficos 3D se acredita a los investigadores de HP Labs. 
HP Labs fue establecido el 3 de marzo de 1966 por los fundadores Bill Hewlett y David Packard, buscando crear una organización que no estuviera vinculada a las preocupaciones comerciales cotidianas. HP Labs fue creado con la ayuda del exingeniero de Bell Labs e inventor de MOSFET (transistor MOS) Mohamed Atalla, quien luego se fue en 1972.
Los laboratorios se han reducido drásticamente; En agosto de 2007, los ejecutivos de HP disminuyeron drásticamente el número de proyectos, de 150 a 30. A partir de 2018, HP Labs tenía poco más de 200 investigadores, en comparación con los niveles anteriores de personal de 500 investigadores.
Dado que Hewlett Packard Enterprise se separó de Hewlett-Packard el 1 de noviembre de 2015 y se renombró a HP Inc., el laboratorio de investigación también separó Hewlett Packard Labs a Hewlett Packard Enterprise y HP Labs se mantuvo para HP Inc.

## Áreas de investigación
Como primer gerente del Laboratorio de Semiconductores, Mohamed Atalla (quien inventó previamente el MOSFET en Bell Labs) lanzó un programa de investigación de ciencia de materiales que proporcionó una tecnología base para dispositivos de arseniuro de galio, fosfuro de arseniuro de galio y arseniuro de indio . Estos dispositivos se convirtieron en la principal tecnología utilizada por la División de Microondas de HP para desarrollar barredoras y analizadores de red que empujaron a 20 – 40 GHz de frecuencia, dando HP más del 90% de la comunicaciones militares de mercado por la década de 1970.
HP Labs participó en la investigación y desarrollo (I + D) de HP sobre diodos emisores de luz (LED) prácticos entre 1966 y 1969. Las primeras pantallas LED prácticas se construyeron en el Laboratorio de semiconductores de Atalla. HP presentó la primera pantalla LED comercial en 1968. En febrero de 1969, presentaron el indicador numérico HP modelo 5082-7000. Fue la primera pantalla LED inteligente, y fue una revolución en la tecnología de pantalla digital, reemplazando el tubo Nixie y convirtiéndose en la base para pantallas LED posteriores.
En 1977, HP Labs fabricó prototipos del DMOS (MOSFET de doble difusión), un tipo de MOSFET de potencia. Demostraron que era superior al VMOS (V-groove MOSFET) con su menor resistencia de encendido y mayor voltaje de ruptura. El DMOS se convirtió en el transistor de potencia más común utilizado en electrónica de potencia.
Hoy, HP Labs se especializa en productos y soluciones relacionadas con computadoras portátiles y tabletas, computadoras de escritorio, impresoras, cartuchos de tinta y tóner, accesorios para pantallas y soluciones comerciales.    

### Impresión 3D
HP Labs ha realizado una inversión sustancial en el desarrollo de la tecnología HP MultiJet Fusion. 

## Directores
Los siguientes han servido como Director de HP Labs desde su fundación en 1966.
- Barney Oliver (1966–81)
- John Doyle (1981–84)
- Joel Birnbaum (1984–86 y 1991–99)
- Don Hammond (1986–87)
- Frank Carrubba (1987–91)
- Ed Karrer (1999)
- Dick Lampman (1999-2007)
- Prith Banerjee (2007-2012)
- Chandrakant Patel (provisional; 7 de abril de 2012 - noviembre de 2012)
- Martin Fink (2012–2016)
- Shane Wall (2016-presente)

## Ubicaciones de laboratorio

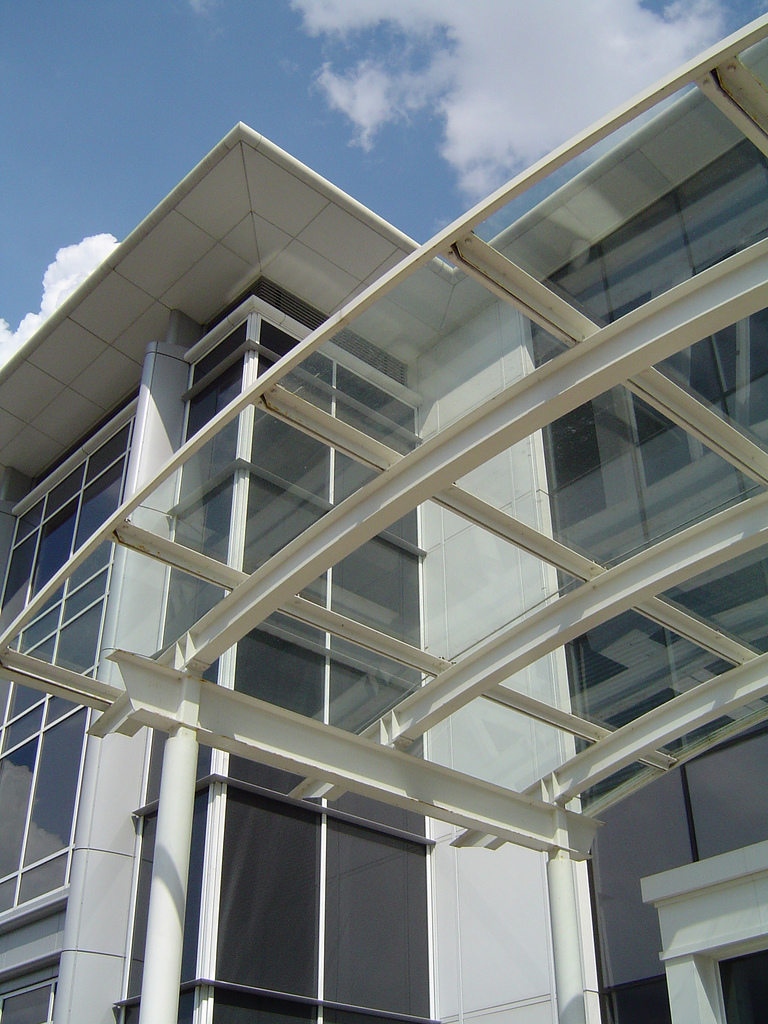
HP Labs Bristol

- Palo Alto, California, Estados Unidos
- Bristol, Inglaterra, Reino Unido.